# 大會堂碼頭

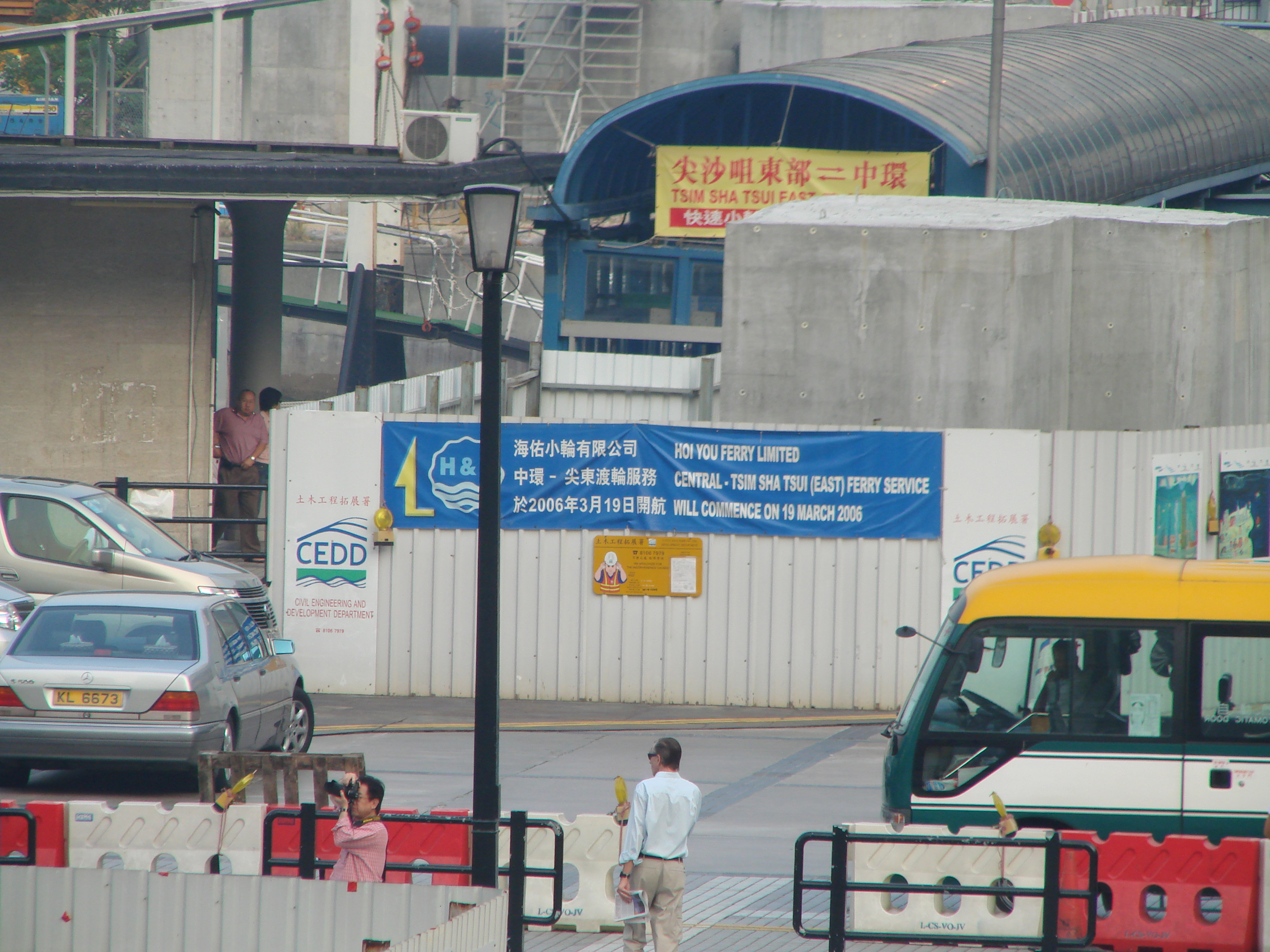
昔日的大會堂碼頭

大會堂碼頭（英語：City Hall Ferry Pier）為位於香港中環愛丁堡廣場海旁，皇后碼頭東鄰的躉船碼頭，因鄰近香港大會堂而得名。碼頭於2006年11月12日起停用，並在同年12月拆卸以進行填海工程。原有由海祐小輪營辦（曾由愉景灣航運營辦至2006年1月1日），往尖東碼頭的飛翔船渡輪航線，則於碼頭停用後遷往中環8號碼頭東翼。
大會堂碼頭之前為取代因受填海工程的卜公碼頭而建成的。